# Corticarina inobservata
Corticarina inobservata es una especie de coleóptero de la familia Latridiidae.

## Distribución geográfica
Habita en México.